# Riukiu-eilanden
De Riukiu-eilanden (Japans: 琉球諸島, Ryūkyū-shotō of 南西諸島, Nansei-shotō) zijn een keten van 98 eilanden in de Oost-Chinese Zee (Stille Oceaan) ten zuidwesten van Japan. De eilanden behoren tot Japan, en liggen tussen Kyushu en Taiwan, over een afstand van 1200 kilometer. Het belangrijkste eiland is Okinawa. Tot de eilandengroep hoort ook het meest westelijke stukje van Japan: het eilandje Yonaguni dat rond het jaar 1990 in het nieuws kwam omdat men dacht dat het daar gevonden extreem oude zogenoemde Yonaguni-monument door mensenhand gemaakt was. Het bleek bij nadere inspecties echter uit volkomen natuurlijke rotsformaties te bestaan.

## Bevolking
Het aantal inwoners bedraagt circa 1,5 miljoen. Hiervan leeft 90% op Okinawa, waar zich ook de hoofdstad Naha bevindt.
De meeste inwoners zijn etnische Riukiuanen en Japanners, maar er zijn ook Chinese en Indonesische minderheden. De oorspronkelijke Riukiuaanse talen, die aan het Japans verwant zijn, worden in de dagelijkse omgang nauwelijks meer gebruikt en worden door steeds minder mensen gesproken.

## Geografie
Van de 98 eilanden zijn er 47 bewoond. De totale oppervlakte van alle eilanden samen bedraagt 4700 km².
De grotere eilanden zijn hoofdzakelijk heuvelachtig tot bergachtig, en zijn van vulkanische oorsprong. De kleine eilanden daarentegen zijn in de regel vlak en zijn ontstaan uit koraal. In het noordelijke deel komen nog veel actieve vulkanen voor; de meest recente vulkaanuitbarsting vond plaats in 1991.
Oostelijk van de Riukiu-eilanden daalt de zeebodem van de Stille Oceaan tot in de meer dan zevenduizend meter diepe Riukiu-trog.

### Klimaat
De eilanden liggen ongeveer tussen de 24e en 31e graad noorderbreedte. Er heerst een subtropisch en vochtig klimaat met een gemiddelde jaartemperatuur van circa 21 °C. De winters zijn bijzonder mild; de temperatuur schommelt dan tussen de 20 en 22 °C.

### Bestuurlijke indeling

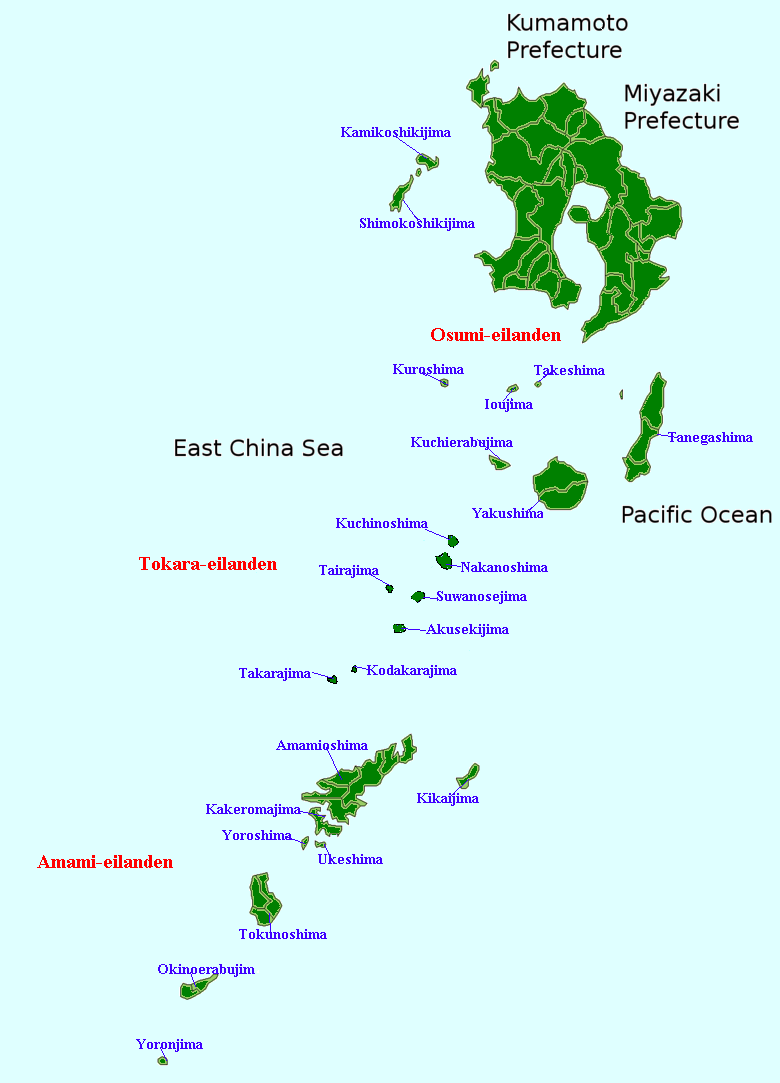
De noordelijke Riukiu-eilanden

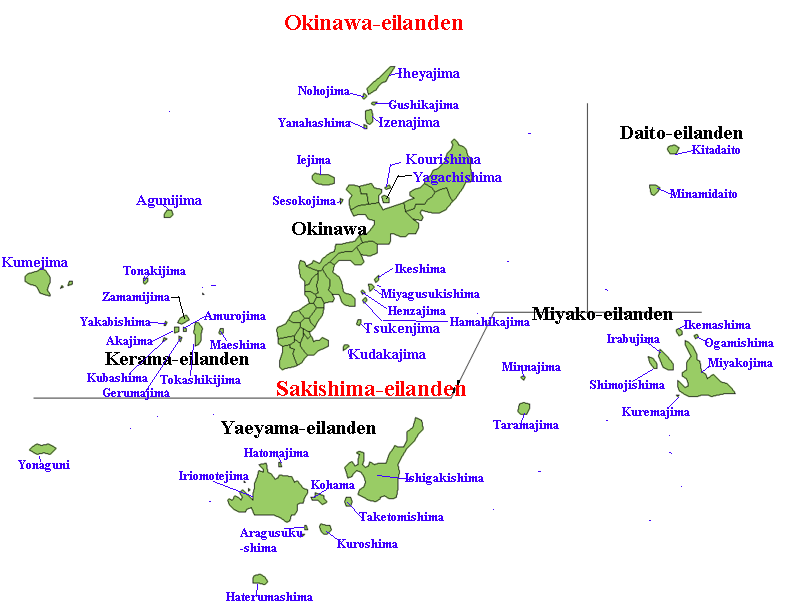
De zuidelijke Riukiu-eilanden

De noordelijke Riukiu-eilanden, bestaande uit de Osumi-eilanden, de Tokara-eilanden en de Amami-eilanden, behoren tot de prefectuur Kagoshima.

De zuidelijke Riukiu-eilanden, bestaande uit de Okinawa-eilanden en de Sakishima-eilanden vormen samen de prefectuur Okinawa.

### Eilanden
- De noordelijke Riukiu-eilanden :
  - Osumi-eilanden: Tanegashima, Yakushima, Kuchierabujima, Takeshima, Kuroshima, Ioujima
  - Tokara-eilanden : Kuchinoshima, Nakanoshima, Suwanosejima, Akusekijima, Tairajima, Kodakarajima, Takarajima
  - Amami-eilanden : Amamioshima, Kikaijima, Kakeromajima, Yoroshima, Ukeshima, Tokunoshima, Okinoerabujima, Yoronjima
- De zuidelijke Riukiu-eilanden :
  - Okinawa-eilanden :
    - Okinawa en de nabijgelegen eilanden : Kumejima, Iheyajima, Nohojima, Gushikajima, Izenajima, Yanahashima, Agunijima, Iejima, Tonakijima, Sesokojima, Kourishima,Yagachishima, Ikeshima, Miyagusukishima, Henzajima, Tsukenjima, Hamahikajima, Kudakajima
    - Kerama-eilanden: Tokashikijima, Zamamijima, Akajima, Gerumajima, Yakabishima, Kubashima, Fukajishima, Amurojima
    - Daitō-eilanden: Kitadaitō, Mimamidaito, Okidaitō

  - Sakishima-eilanden :
    - Miyako-eilanden: Miyakojima, Ikemashima, Ogamishima, Irabujima, Shimojishima, Kuremajima, Minnajima, Taramajima
    - Yaeyama-eilanden: Iriomote, Ishigakishima, Taketomishima, Kohama, Kuroshima, Aragusukushima, Hatomajima, Yubujima, Haterumashima, Yonaguni
    - Senkaku-eilanden: Uotsurijima, Kuba Jima, Taisho Jima, Kita Kojima, Minami Kojima

## Economie
De belangrijkste landbouwproducten zijn zoete aardappels, suikerriet en tropische vruchten, met name ananas. De visserij is na de landbouw de belangrijkste economische sector. Verder worden textiel en kunstnijverheidsproducten geëxporteerd.

## Geschiedenis

### Tot de 20e eeuw
Skeletvondsten zoals Minatogawa 1 spreken van een eerste vestiging van de eilanden in de Jomonperiode. Genetische studies suggereren dat de Riukiuanen lange tijd genetisch geïsoleerd waren, en dat er weinig kruising was met de dragers van de Yayoicultuur, die ongeveer 2000 jaar geleden vanuit het Koreaanse schiereiland naar Japan trok en een blijvende impact had op de bevolking daar.
In de zevende eeuw vestigden zich Chinezen op de eilanden. De Japanners volgden later. Volgens een legende is het onafhankelijke koninkrijk Riukiu in 1187 gesticht door een lid van de Minamoto-clan. In de dertiende eeuw bestond Okinawa uit drie elkaar rivaliserende vorstendommen, die in 1429 werden verenigd. Zo ontstond het koninkrijk Riukiu. Het strekte zich uit tot de Amami-eilanden, de Miyako-eilanden en de Yaeyama-eilanden en was schatplichtig aan China. Door handel met China nam de welvaart op de eilanden toe. De bevolking handelde ook met Japan, het Koreaans schiereiland, Siam, Malakka en Luzon.
Als gevolg van invallen door piraten nam de welvaart tijdens de zestiende eeuw sterk af. In 1609 viel de Japanse Satsuma-clan Okinawa binnen. Het koninkrijk Riukiu werd opgenomen in het shogunaat van Japan, maar bleef semi-onafhankelijk en onderhield ook betrekkingen met China. In juni 1859 bezocht het Nederlandse marineschip Bali, met commandant Van de Capellen, de eilanden en werd er een verdrag met Nederland gesloten. Vanaf 1872 behoorden de eilanden tot het Japanse Keizerrijk. In 1879 werden ze volledig geannexeerd en bij de prefectuur Okinawa ondergebracht. Daarmee kwam een eind aan de eeuwenlange Chinese dominantie.

### Verovering door de VS
Tot aan de Tweede Wereldoorlog bleven de eilanden voor een deel Japans. Aan het einde van de oorlog (april-juni 1945) vonden vooral op Okinawa felle gevechten plaats tussen het Japanse en het Amerikaanse leger.
In 1951 erkenden de Verenigde Staten de Japanse soevereiniteit over de strategisch gelegen eilandengroep. Bij het Verdrag van San Francisco kwam Okinawa onder tijdelijk bewind van de Amerikaanse regering. Vanaf 1953 droegen de Amerikanen de soevereiniteit over de eilanden stapsgewijs aan Japan over; allereerst de Amami-eilanden in het noorden, en op 15 mei 1972 ook de andere eilanden, inclusief Okinawa. De Amerikaanse militaire steunpunten op Okinawa zullen voor 2008 aan Japan worden overgedragen.

## Karate
Ongeveer 500 jaar geleden werd wapenbezit op de Riukiu-eilanden bij regeringsbesluit verboden. Dit verbod had een grote invloed op de ontwikkeling van karate. Het dwong de bevolking tot het ontwikkelen van een vorm van zelfverdediging zonder wapens. Zo werd, mede onder invloed van de Chinese gevechtskunst die al enige duizenden jaren bestond, het huidige karate ontwikkeld.